# Lublin Zalew
Lublin Zalew – nieistniejący już przystanek osobowy w Lublinie, w województwie lubelskim, położony na linii kolejowej nr 68 łączącej Lublin Główny i Przeworsk. Podczas remontu torowiska na szlaku Lublin Główny – Lublin Zemborzyce i wymianie starych słupów trakcyjnych na nowe w 2017 roku nastąpiła fizyczna likwidacja przystanku – zburzenie jego peronów.